# Louis Andlauer
Pour les articles homonymes, voir Louis Andlauer (homonymie) et Andlauer.
Louis Andlauer, né le 6 novembre 1919 à Sarrebruck et mort le 1er décembre 1999 à Dinan, est un résistant français, Français libre et Compagnon de la Libération.

## Origines
Louis Andlauer est le fils du général de corps d'armée Joseph Louis Andlauer (1869-1956) originaire d'Alsace et qui était gouverneur militaire de la Sarre à la naissance de Louis.

## Seconde Guerre mondiale
Après l'obtention de son baccalauréat, il interrompt ses études et s'engage pour la durée de la guerre, le 1er novembre 1939. Il est aspirant dans l'Armée de l'air en Afrique du Nord quand intervient l'Armistice. Dès le 1er juillet 1940 il tente de s'évader en avion mais il est arrêté et emprisonné pendant six mois pour désertion. Il est pourtant acquitté par le Conseil de guerre et rejoint à Dakar son frère ancien gazé de la Première Guerre mondiale. De là il tente à nouveau de s'évader vers les colonies britanniques mais sans succès. Il regagne ensuite la France où il prend contact avec Stanislas Mangin, en août 1941 et  peut enfin s'engager dans la France libre, étant parmi les premiers à le faire sur le territoire métropolitain.
Alors qu'il tente de passer les Pyrénées avec du matériel militaire, il est à nouveau arrêté et condamné par un nouveau conseil de Guerre à 2 ans de prison avec sursis. Finalement c'est par un Lysander de la RAF qu'il est transféré à Londres le 1er mars 1942 et il rejoint les FAFL avec le grade de sous-lieutenant.
Le 10 avril 1943, il est affecté comme observateur au fameux groupe Lorraine avec lequel il effectue de nombreuses et périlleuses missions de guerre. Au cours de l'une d'elles, il réussira à remplacer le pilote blessé pour ramener à sa base leur avion endommagé.

## Après guerre
Il est ensuite attaché militaire à l'ambassade de France à New Delhi puis au Collège de Défense de l'OTAN.
Il termine sa carrière dans l'armée de l'air en 1964 avec le grade de colonel et dirige ensuite une imprimerie à Dinan.
Marié à Françoise Pléven, fille de René Pléven, il est père de cinq enfants. En 1974, il cède l'imprimerie à son fils, Bertrand.
Passionné d'aviation, il s'occupe de aéro-club de Dinan, pratique la recherche archéologique aérienne et rédige un ouvrage  plusieurs fois réédité, sur la navigation aérienne.

## Distinctions et honneurs

### Décorations nationales[2]
- Commandeur de la Légion d'honneur
- Compagnon de la Libération (décret du 17 novembre 1945)
- Croix de guerre 1939–1945 (3 citations)
- Croix de la Valeur militaire (2 citations)
- Médaille de la Résistance française avec rosette

### Décorations étrangères[2]

#### Royaume-Uni
- Distinguished Flying Cross (Royaume-Uni)

## Publications
- Germain Coutaud et Louis Andlauer, La navigation aérienne, Paris, Presses universitaires de France, coll. « Que sais-je ? », 1953